# Yajnavalkya
Yajnavalkya (याज्ञवल्क्य) (c. 1800 î.Hr.) a fost un filosof hinduist.
1. ↑  IdRef, accesat în 5 martie 2020